# Frédéric Dole
Frédéric Dole (* 29. März 1975 in Dijon) ist ein ehemaliger französischer Handballspieler. Der 1,86 m große Linkshänder spielte auf der Position Rechtsaußen.

## Karriere

### Verein
Frédéric Dole lernte das Handballspielen in seiner Heimatstadt bei Dijon Bourgogne Handball. Im Jahr 1995 wechselte er zum Erstligisten USM Gagny, den er nach einer Saison zum Aufsteiger Massy Essonne Handball verließ. In der Saison 1998/99 lief er für US Dunkerque auf, mit dem er den dritten Platz in der Meisterschaft erreichte. Anschließend wechselte er zu Istres OPH, mit dem er das Halbfinale in den Pokalwettbewerben Coupe de France 2003 und Coupe de la Ligue 2004 erreichte. Ab 2004 spielte er für Montpellier Handball. Dort gewann er 2005 und 2006 jeweils die Meisterschaft und die beiden Pokalwettbewerbe sowie 2007 erneut die Coupe de la Ligue. In der EHF Champions League 2004/05 kam man bis ins Halbfinale. Von 2007 bis 2013 lief er für HBC Nantes auf, mit dem ihm 2008 der Aufstieg in die erste Liga gelang. Im EHF-Pokal 2012/13 unterlag er zum Ende seiner Karriere im Endspiel den Rhein-Neckar Löwen.

### Nationalmannschaft
In der französischen A-Nationalmannschaft debütierte Dole am 5. Mai 2004 gegen Tunesien. Mit der französischen Auswahl belegte er den dritten Platz beim World Cup 2004, den siebten Platz bei den Mittelmeerspielen 2005 und den zweiten Platz beim Supercup 2005. Insgesamt bestritt er 25 Länderspiele.